# Leptosia alcesta
Leptosia alcesta es una mariposa perteneciente a la familia Pieridae, que se encuentra en África.
Tiene una amplitud de alas de 30–40 mm los machos y 35–42 mm las hembras. Especie Univoltina, los adultos se encuentran en vuelo desde marzo a mayo.
Las larvas se alimentas de especies de  Richea, Capparis fascicularis, y Capparis brassii.

## Subespecies
- Leptosia alcesta alcesta (Senegal, Gambia, Guinea-Bissau, Guinea, Liberia, Costa de Marfil, Ghana, Togo, Benín, Nigeria, Camerún, Guinea Ecuatorial, Gabón, Congo, República Centroafricana, Angola, República Democrática del Congo)
- Leptosia alcesta inalcesta Bernardi, 1959 (Uganda, Sudán, Etiopía, República Democrática del Congo, Kenia, Tanzania, Zambia, Mozambique, Zimbabue, Sudáfrica, Suazilandia)
- Leptosia alcesta pseudonuptilla Bernardi, 1959 (República Democrática del Congo a Etiopía)
- Leptosia alcesta sylvicola (Boisduval, 1833) (Madagascar)